# Robert Waldeck
Robert Georg Friedrich Carl Waldeck (* 9. Dezember 1837 in Korbach; † 15. Januar 1913 ebenda) war ein deutscher Jurist und Politiker.

## Leben
Robert Waldeck entstammte einer Waldeckschen Beamtenfamilie. Er war der Sohn des Stadtsekretärs Carl Friedrich Waldeck und dessen Ehefrau Johanna Sophie Henriette Luise, geborene Brumhard. Er heiratete am 9. Juni 1862 in Korbach Anna Constanze Knoch.
Waldeck besuchte die Alte Landesschule Korbach sowie die Klosterschule Ilfeld. Nach dem Abitur studierte er ab dem Wintersemester 1855/56 Rechtswissenschaften an der Universität Heidelberg und hielt dort als Renonce zum Corps Suevia. Zum folgenden Sommersemester wechselte er an die Universität Göttingen und wurde dort Mitglied des Corps Hannovera. Nach einem Studienaufenthalt in Berlin kehrte er zum Examen an die Universität Heidelberg zurück. Seine beiden juristischen Staatsexamina legte er beim Obergericht Arolsen in seinem Heimatland Waldeck-Pyrmont ab. Nach der Promotion zum Dr. iur. wurde er Amtsrichter am Amtsgericht Arolsen, von wo aus er Ende der 1880er Jahre an das Amtsgericht Korbach versetzt wurde. Von 1894 bis 1909 war er Parlamentspräsident des Landtags von Waldeck-Pyrmont. Er war ferner Mitglied des Fürstlich Waldeckschen Konsistoriums und wurde zum Geheimen Justizrat ernannt.

## Schriften
- Tegnérs Stellung zur Theologie und Philosophie sowie zu den religiösen Richtungen seiner Zeit, Weigel, Mengeringhausen 1862